# Bob Anderson
Robert "Bob" Anderson (Hendon, Londres, 19 de maio de 1931 – Northampton, 14 de agosto de 1967) foi um automobilista britânico de motos e carros. nascido na Inglaterra.

## Carreira
Bob competiu com motos entre 1958 e 1960 e na Fórmula 1 de 1963 a 1967. Ele foi também por duas vezes o vencedor da NorthWest 200 na Irlanda do Norte.
Depois de muitas temporadas competindo com motocicletas, nas quais ele terminou entre os dez primeiros em muitas ocasiões, ele mudou para as corridas de automóveis em 1961, correndo na Fórmula Junior Lola em uma corrida em Snetterton. Ele continuou correndo com carros e tornou-se piloto da Lotus Fórmula Junior, vencendo uma corrida no autódromo de Montlhéry e chegando em segundo em Mônaco.
Bob estreou na Fórmula 1 em 1963 com um Lola Mk4, de sua propriedade. Seu melhor resultado na categoria foi o 3º lugar no Grande Prêmio da Áustria de 1964. Em 1967 ele sofreu um grave acidente enquanto testava em Silverstone, batendo em um poste. Anderson teve sérias lesões e faleceu no Hospital Geral de Northampton.